# Stixis hookeri
Stixis hookeri är en tvåhjärtbladig växtart som beskrevs av Jean Baptiste Louis Pierre. Stixis hookeri ingår i släktet Stixis och familjen Stixaceae. Inga underarter finns listade i Catalogue of Life.